# 第19回カンヌ国際映画祭
第19回カンヌ国際映画祭（だい19かいカンヌこくさいえいがさい）は1966年5月5日から20日にかけて開催された。

## 受賞結果
- グランプリ：『男と女』（クロード・ルルーシュ）、『蜜がいっぱい』（ピエトロ・ジェルミ）
- 審査員特別賞：『アルフィー』（ルイス・ギルバート）
- 監督賞：セルゲイ・ユトケーヴィッチ（『ウラジーミル・レーニンの想い出』）
- 男優賞：ペール・オスカルソン（『Sult』）
- 女優賞：ヴァネッサ・レッドグレイヴ（『モーガン』）
- 新人監督賞：ミルチャ・ミュアサン（『Răscoala』）
- 特別表彰：トト（『大きな鳥と小さな鳥』）
- 20周年記念賞：『オーソン・ウェルズのフォルスタッフ』（オーソン・ウェルズ）

## 審査員

### コンペティション部門
- 審査委員長 
  - ソフィア・ローレン （イタリア/女優）
- 審査員
  - ユーリー・ライズマン (ソ連/監督)
  - リチャード・レスター (アメリカ/監督)
  - ピーター・ユスティノフ (イギリス/俳優)
  - アンドレ・モーロワ (フランス/作家)
  - アルマン・サラクルー (フランス/作家)
  - ジャン・ジオノ (フランス/作家)
  - マルセル・アシャール (フランス/作家)
  - マルセル・パニョル (フランス/作家)
  - モーリス・ジェヌヴォワ(フランス/作家)
  - モーリス・レーマン (フランス/作家)
  - 古垣鐵郎 (日本/前駐仏大使)
  - ヴィニシウス・ヂ・モライス (ブラジル/詩人)
  - デニス・マリオン (ベルギー/批評家)

## 上映作品

### コンペティション部門
アルファベット順。邦題ない場合は原題の下に英題。
| 題名 原題                                                              | 監督                       | 製作国                             |
| ---------------------------------------------------------------------- | -------------------------- | ---------------------------------- |
| A hora e vez de Augusto Matraga (The Hour and Turn of Augusto Matraga) | ロベルト・サントス         | ブラジル                           |
| アルフィー Alfie                                                       | ルイス・ギルバート         | イギリス アメリカ合衆国            |
| Barev, yes em (Hello, That's Me!)                                      | Frunze Dovlatyan           | ソビエト連邦                       |
| オーソン・ウェルズのフォルスタッフ Campanadas a medianoche             | オーソン・ウェルズ         | フランス スイス スペイン           |
| Con El Viento Solano (With the East Wind)                              | マリオ・カムス             | スペイン                           |
| テルレスの青春 Der junge Törless                                       | フォルカー・シュレンドルフ | 西ドイツ フランス                  |
| ドクトル・ジバゴ Doctor Zhivago                                        | デヴィッド・リーン         | イギリス アメリカ合衆国            |
| Dýmky (The Pipes)                                                      | ヴォイチェフ・ヤスニー     | オーストリア チェコスロバキア      |
| ES (It)                                                                | ウルリッヒ・シャモニ       | 西ドイツ                           |
| 太陽の王子ファラオ Faraon                                              | イェジー・カヴァレロヴィチ | ポーランド                         |
| L'Armata Brancaleone (For Love and Gold)                               | マリオ・モニチェリ         | イタリア フランス スペイン         |
| 修道女 La religieuse                                                   | ジャック・リヴェット       | フランス                           |
| ウラジミール・レーニンの想い出 Lenin v Polshe                          | セルゲイ・ユトケーヴィッチ | ソビエト連邦 ポーランド            |
| マドモワゼル Mademoiselle                                              | トニー・リチャードソン     | イギリス フランス                  |
| 唇からナイフ Modesty Blaise                                            | ジョセフ・ロージー         | イギリス                           |
| モーガン Morgan: A Suitable Case for Treatment                         | カレル・ライス             | イギリス                           |
| Ön (The Island)                                                        | アルフ・シェーベルイ       | スウェーデン                       |
| 灰 Popioly                                                             | アンジェイ・ワイダ         | ポーランド                         |
| Răscoala                                                               | ミルチャ・ミュアサン       | ルーマニア                         |
| セコンド/アーサー・ハミルトンからトニー・ウィルソンへの転身 Seconds    | ジョン・フランケンハイマー | アメリカ合衆国                     |
| 蜜がいっぱい Signore & signori                                         | ピエトロ・ジェルミ         | イタリア                           |
| Sult Hunger                                                            | ヘニング・カールセン       | デンマーク ノルウェー スウェーデン |
| 密告の砦 Szegénylegények                                               | ミクロシュ・ヤンチョー     | ハンガリー                         |
| 大きな鳥と小さな鳥 Uccellacci e uccellini                              | ピエル・パオロ・パゾリーニ | イタリア                           |
| 男と女 Un homme et une femme                                           | クロード・ルルーシュ       | フランス                           |